# حقل ثلجي

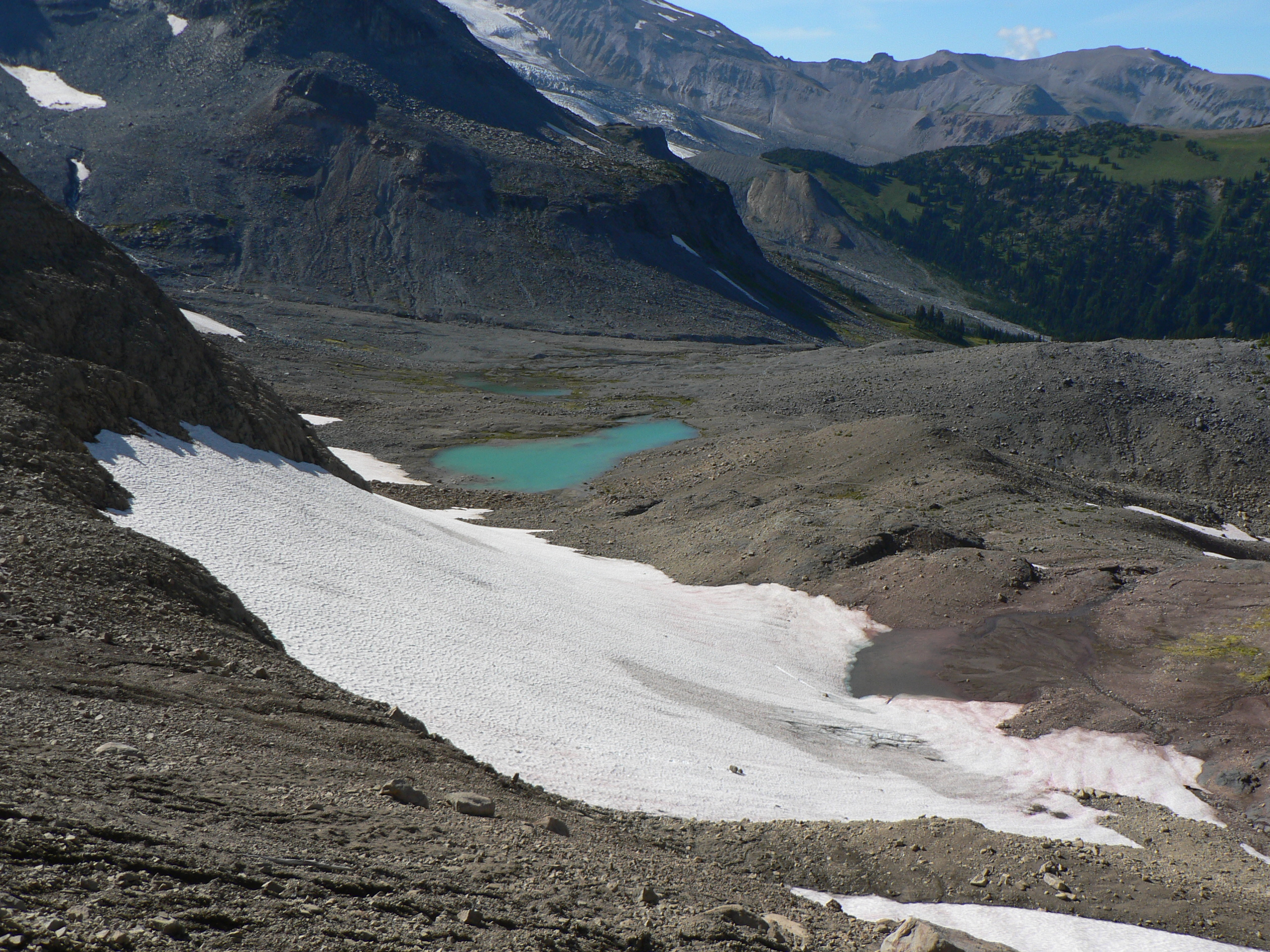
حقل ثلجي في جبل رينييه.

الحقل الثلجي (بالإنجليزية: Snow field)‏، هي مقعرات صغيرة محفورة في السفوح الجبلية يتجمع فيها الثلج المتساقط الذي يتعرض للانصهار خلال الفصل المرتفع الحرارة نسبياً. وقد يغذي هذا الثلج المتساقط الأودية الجليدية المعلقة.